# Шантажист (фільм)
«Шантажист» — радянський художній фільм режисера Валерія Курикіна, знятий в 1987 році, молодіжна драма.

## Сюжет
Головні герої — дев'ятикласники Михайло Рубцов і Геннадій Куликов, які дружать з дитинства. Генка із заможної повної сім'ї, Міша вирощений матір'ю-одиначкою і, бажаючи накопичити грошей на мотоцикл, активно підробляє фотографом. Генка, не маючи водійських прав, вирішує покатати свою однокласницю Аню (до якої небайдужий) на машині її батька і розбиває її. На ремонт потрібні чималі гроші. Міша віддає зароблені на фотографіях гроші друзям, але їх не вистачає, і тоді Генка краде дорогу кінокамеру зі шкільної фотостудії (де займається Міша), щоб її продати. Батько Генки Валерій виявив камеру, випитав усе в сина й розлютився. Щоб не назвали Генку злодієм, він змушує того позбутися камери, викинувши її у ставок, після чого він все-таки дає синові гроші на ремонт машини. Тим часом у школі йде розгляд з приводу зникнення камери.
Машину полагоджено, Аня радіє і називає Гену «справжнім чоловіком», через що між Генкою і Мішею раптово псуються стосунки після того, як останній дізнається, що гроші на ремонт дав його батько (бо це не прикрашає Генку як справжнього чоловіка). Через їхні сварки у Генки псуються стосунки з Анею. Йому насилу вдається помиритися з Мішею, проте відносини знову руйнуються, коли Генка, не витримавши, зізнається другу, куди насправді поділася камера і чому батько дав грошей на ремонт. Тим часом у школі йдуть батьківські збори, на яких розмірковують, з якої причини знадобилося красти камеру. На жаль, мати Михайла Аглая випадково говорить, що не слід так сильно загострювати увагу на розпусті сучасної молоді, тому що вони, їхні батьки, в їхньому віці були точно такими ж. Їй тут же заперечує Валерій Куликов, який мало не відкрито звинувачує жінку в тому, що дружба її Міші з його сином негативно позначається на останньому, а потім і зовсім ображає заявою, що причина розпусної поведінки криється в таких батьках, як вона. Як аргумент він називає той факт, що, оскільки вона працює гримеркою, до них у гості постійно приходять артисти і актори, яким не чужий світ богеми. Через це Аглая тікає з класу в сльозах, а сам Міша з кам'яним обличчям спостерігає за цією сценою (після заняття в студії він залишився в школі, щоб почекати її і чув, про що говорили на зборах).
І хоча мати завжди вчила його ніколи не відповідати злом на зло, Міша, не витримавши, приходить до Генки додому, коли там був тільки Валерій, і починає його шантажувати вкраденою камерою (справа в тому, що її пропажею вже займається міліція), вимагаючи натомість оплатити її вартість. Через проблеми, що знову обрушилися, Валерій зривається на сина, давши йому ляпаса, коли той приходить додому, але нічого йому не каже. Потім він приходить до Рубцових додому, щоб вибачитися перед Аглаєю, оскільки думає, що це вона напоумила сина на шантаж. Але, бачачи її здивовану реакцію, він розуміє, що вона тут абсолютно ні при чому, і йде, нічого їй не розповівши. Гена після сварки з батьком не ночує вдома. Валерій займається його пошуками, знаходить його на прогулянці біля Патріарших ставків і пояснює, чому він його вдарив. Гена впадає в лють і біжить додому, де бере батьківську рушницю. У цей час Міша пояснює матері, чому батько Гени вибачився перед нею, мати називає сина негідником. Тут їм дзвонить Гена і вимагає, щоб Міша вийшов на вулицю.
Міша йде по темному двору, коли за його спиною несподівано з'являється Гена з рушницею і звинувачує Мішу в зраді. Він наставляє на нього ствол, але Міша несподівано зі спокійним виразом обличчя йде йому назустріч. Гена лякається і просить його зупинитися, але Міша все одно підходить. Коли він підходить до нього впритул, Гена вже радше від страху, ніж навмисно, натискає на курок. Лунає постріл, Міша здригається, але не показано, поранений він чи ні. Фільм завершується демонстрацією фотографій дітей.

## У ролях
- Михайло Єфремов —  Михайло Рубцов
- Андрій Тихомірнов —  Геннадій Куликов
- Ніна Гоміашвілі —  Аня
- Олександр Ширвіндт —  Валерій Юрійович Куликов, батько Гени
- Марина Старих —  Аглая Антонівна Рубцова, мати Михайла
- Валентина Титова —  Олена Куликова, мати Гени
- Леонід Куравльов —  Федір Семенович, друг Аглаї Антонівни Рубцової, актор
- Сергій Гармаш —  Яків Павлович, учитель історії, класний керівник
- Георгій Крамеров —  Сергій Матвійович, керівник фотостудії
- Ірина Губанова —  директор школи
- Валерій Афанасьєв —  Дімка, ремонтник автомобілів
- Микола Корноухов —  Григорій Кузьмич, сторож на автостоянці

## Знімальна група
- Режисер-постановник:  Валерій Курикін
- Автор сценарію:  Едуард Володарський
- Композитор:  Олександр Вустін
- Оператор-постановник: Ігор Черних
- Художник-постановник: Наталія Мєшкова
- Директор картини: Валентина Зайцева